# Die spanische Fliege
Die spanische Fliege (litt. La Mouche espagnole) est une comédie allemande de 1913 écrite par Franz Arnold et Ernst Bach. 
Lors de sa première, Arnold lui-même jouait le rôle principal masculin. Ce fut la première d’une longue collaboration fructueuse entre les deux écrivains.

## Adaptations
La pièce a été adaptée à plusieurs reprises au cinéma et à la télévision, notamment : 
- La Mouche espagnole[2] (Die spanische Fliege), un film de Georg Jacoby sorti en 1931
- La Mouche espagnole[3] (Die spanische Fliege), un film de Carl Boese sorti en 1955
- Die spanische Fliege, un téléfilm de Sigmar Börner et Hans Timmermann diffusé en 1990